# توماس دول
توماس دول (به آلمانی: Thomas Doll) بازیکن فوتبال و هافبک اهل آلمان است که از سال ۱۹۹۱ میلادی عضو تیم ملی فوتبال آلمان بوده‌است. وی در ۱۸ بازی ملی حضور داشته است و آخرین بازی ملی خود را در سال ۱۹۹۳ میلادی انجام داد. توماس دول در بازی‌های ملی‌اش ۱ گل به ثمر رساند.